# 引佐町川名
引佐町川名（いなさちょうかわな）は静岡県浜松市浜名区の大字。住居表示未実施。

## 地理
浜松市浜名区の北部、引佐地区の中東部に位置する。東で滝沢町及び引佐町東久留女木、西で引佐町伊平及び引佐町兎荷、南で引佐町三岳、北で引佐町別所と接する。

### 山岳
- 霧山
- 赤松山

### 湖沼
- いなさ湖

### 河川
- 都田川
- 川名川
- 中ノ沢川

## 歴史

### 沿革
- 1889年（明治22年）4月1日 - 町村制が施行される。引佐郡川名村外4村及び東久留女木村字新田が合併し、伊平村となる[書籍 1]。旧村名は村の大字として残る[WEB 7]。
- 1955年（昭和30年）5月1日 - 引佐町・伊平村・奥山村・鎮玉村が新設合併し、引佐町となる[書籍 2]。
- 2005年（平成17年）7月1日 – 引佐町外10市町村が浜松市に編入される。住所表記が川名から引佐町川名へ変更となる。
- 2007年（平成19年）4月1日 - 浜松市が政令指定都市となる。引佐町川名は北区の一部となる。
- 2010年（平成22年）4月1日 - 浜松市立川名小学校が浜松市立井伊谷小学校へ統合され廃校となる。
- 2024年（令和6年）1月1日 - 浜松市の行政区再編により、引佐町川名は浜名区の一部となる。

## 施設
- 浜松市かわな野外活動センター
- 住まいる工房 本社
- 川名農村公園
- 赤松山展望台

## 交通

### バス
- 浜松市引佐地域バス（いなさみどりバス）なおとら線（事前予約制、月・水・金・土曜のみ運行（祝日・振替休日・年末年始は運休））

### 道路
- 新東名高速道路
- 静岡県道68号浜北三ヶ日線

## その他

### 学区
小学校・中学校の学区は以下の通りである。
- 浜松市立井伊谷小学校
- 浜松市立引佐南部中学校

### 警察
警察の管轄区域は以下の通りである。
| 番・番地等 | 警察署     | 交番・駐在所 |
| ---------- | ---------- | ------------ |
| 全域       | 細江警察署 | 引佐町交番   |

### 消防
消防の管轄区域は以下の通りである。
| 番・番地等 | 消防署   | 本署/出張所 |
| ---------- | -------- | ----------- |
| 全域       | 北消防署 | 引佐出張所  |

### 書籍
1. ↑  『引佐町史 下』引佐町、1993年3月31日、306頁。
2. ↑  『引佐町史 下』引佐町、1993年3月31日、731-738頁。

### WEB
1. ↑  “h02_22.csv”.   総務省 (2022年2月10日). 2024年8月19日閲覧。
2. ↑  “静岡県浜松市北区引佐町川名 (221350220)｜国勢調査町丁・字等別境界データセット”.   人文学オープンデータ共同利用センター. 2024年10月22日閲覧。
3. ↑  “静岡県 浜松市浜名区 引佐町川名の郵便番号 - 日本郵便”.   日本郵便. 2024年8月19日閲覧。
4. ↑  “市外局番の一覧”.   総務省 (2022年3月1日). 2024年8月19日閲覧。
5. ↑  “事業所案内及び管轄地域（事務所3件、分室3件）”.   一般社団法人静岡県自動車会議所. 2024年8月19日閲覧。
6. ↑  “住居表示実施状況／浜松市”.   浜松市 (2024年1月4日). 2024年8月19日閲覧。
7. ↑  “解説ページ”.   株式会社エア. 2024年10月15日閲覧。
8. ↑  “学校名から探す／浜松市”.   浜松市 (2024年1月1日). 2024年8月19日閲覧。
9. ↑  “引佐町交番｜静岡県警察”.   静岡県警察 (2024年1月1日). 2024年8月19日閲覧。
10. ↑  “消防署の町別管轄「い」／浜松市”.   浜松市 (2020年3月25日). 2024年8月19日閲覧。